# 林靖傑
林靖傑（Lin Jing-jie，1967年1月10日—），台灣電影導演，生於高雄縣鳳山市。高雄市立高雄高級中學、輔仁大學大眾傳播學系畢業，過去曾擔任《影響》雜誌編輯、《新新聞周刊》記者；也以「江邊」為筆名創作小說和散文，還曾獲聯合文學、時報文學獎之首獎榮譽。短片作品曾兩度獲得金穗獎，也獲得第二屆台北電影節「商業推薦評估獎導演新人獎」。電影《最遙遠的距離》更榮獲第九屆台北電影節「評審團特別獎」及威尼斯影展「國際影評人周的最佳影片」。其「作品以兼具深度與廣度，藝術與商業並重，廣獲好評」。

## 作品

### 導演
- 1988年：《酒話》
- 1991年：《魚水未相逢》
- 1995年：「真實的台灣，我們的承擔」系列短片
- 1996年：《青春紀實I──荒野之狼》（短片）
  - 中華民國電影事業發展基金會短片輔導金補助
  - 1996年：第19屆金穗獎「最佳劇情短片」
  - 1996年：第1屆釜山國際影展觀摩
- 1996年：《裂縫》
  - 1997年度短片輔導金補助
- 1998年：《惡女列傳》之〈猜手槍〉
  - 1998年：第43屆亞太影展「評審團特別獎」
  - 1999年：第4屆中國上海電影節觀摩
  - 1999年：第9屆日本福岡影展觀摩
- 1998年：《台灣小劇場》（公視）
- 2000年：《縫隙之光》
- 2000年：《我的綠島》（紀錄短片）
  - 2000年：第2屆台灣國際紀錄片雙年展觀摩
  - 2001年：法國馬賽國際紀錄片影展競賽
  - 2001年：第38屆金馬獎最佳紀錄片提名（與「流離島影」共同入圍）
- 2003年：《我倆沒有明天》（公視「人生劇展」）
  - 2003年：獲得第38屆金鐘獎：剪輯獎
  - 2003年：入圍第38屆金鐘獎：單元劇男主角獎、音效獎、美術指導獎
  - 2004年：獲得上海電視節最佳男演員獎
- 2004年：《台北幾米》（勞工紀錄片）
  - 2004年：高雄國際勞工影展
- 2005年：《追念民主鬥士與文化先鋒蔣渭水》（紀錄片）
- 2006年：《嘜相害》（短片）
  - 2006年：第7屆金馬國際數位短片競賽「最佳台灣影片」
  - 2007年：第29屆金穗獎「優等獎」
- 2006年：《藍色告白》（公視單元劇）
- 2007年：《最遙遠的距離》（劇情長片）
  - 2007年：第64屆威尼斯影展-影評人週最佳影片獎
  - 2007年：入圍東京影展「亞洲之風」單元
  - 2007年：釜山影展「亞洲之窗」單元
  - 2008年：入圍南非德班國際影展 觀摩單元
- 2011年：《尋找背海的人》（他們在島嶼寫作紀錄片）
  - 2011年：入圍第48屆金馬獎最佳紀錄片、最佳剪輯
  - 2012年：第8屆台灣國際紀錄片雙年展 台灣映像入選影片
- 2012年：《忠信市場2012》（19分鐘短片）
  - 2012年10月：第8屆台灣國際紀錄片雙年展 精選影片巡迴影展 大臺中紀事4–看不見的臺中
  - 2013年3月16日：第3屆島國之聲紀錄片影展 島嶼勇者系列 露天開幕片（24分鐘加長版）
- 2014年：《愛琳娜》（愛琳娜 ELENA的Facebook專頁）
- 2022年：《大俠胡金銓》（紀錄片）(THE KING OF WUXIA)分兩部曲〈第一部曲——先知曾經來過〉、〈第二部曲——斷腸人在天涯〉

### 編劇
- 1995年：「真實的台灣，我們的承擔」系列短片
- 1998年：《黑色童話》（公視「人生劇展」）
- 1998年：《台灣小劇場》（公視）
- 1998年：《惡女列傳》之〈猜手槍〉

### 攝影
- 2006年：《嘜相害》（短片）

### 製片
- 1998年：《台灣小劇場》（公視）
- 2000年：《我的綠島》（紀錄短片）

### 監制
- 2009年：《台北異想》之〈午熱〉（公視電視電影）
- 2013年：《親》（短片；2013雲林農業博覽會甜度12影像展）[2]
- 2013年：《勇》（短片；2013雲林農業博覽會甜度12影像展）[3]

### 助理導演
- 1993年：《只要為你活一天》

## 獎項

### 影像獎
- 1999年：《惡女列傳》之〈猜手槍〉－獲得第3屆台北電影節「商業推薦評估獎導演新人獎」
- 2003年：《我倆沒有明天》－入圍第38屆金鐘獎「單元劇導演（導播）獎」
- 2008年：《最遙遠的距離》－獲得第6屆羅馬亞洲電影節「最佳導演」
- 2022年：《大俠胡金銓》－入圍第59屆金馬獎「最佳紀錄片獎」

### 文學獎
- 1993年：〈焦躁的街道〉第14屆聯合報文學獎短篇小說首獎
- 1993年：〈傾斜之地〉第16屆時報文學獎小說評審獎
- 1994年：〈流浪者之歌〉第17屆時報文學獎散文首獎

## 外部連結
- 林靖傑在互联网电影资料库（IMDb）上的資料（英文）（英文）
- 在AllMovie上林靖傑的頁面（英文）
- 林靖傑在香港影庫上的簡介
- 林靖傑在豆瓣上的资料（简体中文）
- 林靖傑在时光网上的簡介（简体中文）
- 電影工作者—林靖傑 （页面存档备份，存于）
- 他們在島嶼寫作-林靖傑